# 공즉시색 (영화)
"공즉시색"은 2015년에 개봉한 대한민국의 영화이다.

## 줄거리
2002년 색즉시공을 뛰어넘는 2015년 풍기문란 캠퍼스 영화 탄생! 
섹시 발랄 여대생들의 화끈한 남친 만들기 프로젝트! 
청순한 얼굴, 섹시한 바디, 모든 것을 다 갖춘 명문 미대의 미녀 삼총사 ‘호경’, ‘주영’, ‘연희’! 남자를 너무 몰라서, 또 너무 알아서 곤란한 그녀들은 자꾸만 치근덕거리는 시시한 남자들 말고 자신들을 만족시킬 수 있는 진짜 남자를 찾기로 결심한다. 누드모델 출신 식스팩을 자랑하는 조각남, 완벽한 테크닉으로 무장한 연하남, 여자 보기를 황금 같이 하는 돌쇠남까지! 그들을 유혹하기 위한 섹시 발랄 여대생들의 화끈하고 과감한 바디어택. 이제 그녀들의 거침없는 남친 만들기 프로젝트가 시작된다.

## 캐스팅
- 김화연 : 연희 역
- 방협 : 도현 역
- 지은서 : 주영 역
- 박초현 : 호경 역
- 태원석 : 민석 역
- 김무영 : 지훈 역
- 이아름 : 정윤 역
- 김진용 : 기환 역